# Udev
udev és el gestor de dispositius de la sèrie 2.6 del kernel de Linux. És el nucli d'un sistema operatiu responsable de proporcionar una interfície abstracta del maquinari a la resta del programari. En ser un nucli monolític, el nucli de Linux fa exactament això: els controladors de dispositius formen part del nucli de Linux i constitueixen més de la meitat del seu codi font. Es pot accedir al maquinari mitjançant crides al sistema o a través dels seus nodes de dispositiu.
En primer lloc, gestiona els nodes de dispositiu a /dev. És el successor de devfs i hotplug, el que significa que fa servir el directori /dev i totes les accions de l'espai d'usuari quan s'afegeixen i es treuen dispositius, incloent-hi la càrrega del firmware.
Les darreres versions de l'udev depenen de la darrera versió de la interfície de uevent del kernel de Linux, que ha estat adoptat amb el kernel de Linux 2.6.13. Un sistema que utilitzi la nova versió de l'udev ja no pot arrencar amb nuclis anteriors al 2.6.13 a menys que udev estigui desactivat i s'utilitzi el directori /dev tradicional per accedir al dispositiu.
L'abril de 2012, el codi base d'udev es va fusionar amb l'arbre font de systemd, convertint systemd 183 en la primera versió a incloure udev. L'octubre de 2012, Linus Torvalds va criticar l'enfocament de Kay Sievers pel que fa al manteniment d'udev i la correcció d'errors relacionats amb la càrrega del firmware.